# 1095，文史工作室
1095，文史工作室（法人名稱：壹零玖伍文史工作室），是位於台中的非營利組織。2015年由官安妮、江彥杰創辦，主要關心移工與新住民議題。

## 沿革
1095創辦人官安妮就讀於雲林科技大學文化資產研究所時，接觸到勞工議題，發現此領域在台灣較少被關注，因而以外籍移工作為畢業展主題。展覽結束後，為延續社會對該議題關注，正式立案成立「1095，文史工作室」，辦理各項活動推廣東南亞文化交流。